# 198 Ampella

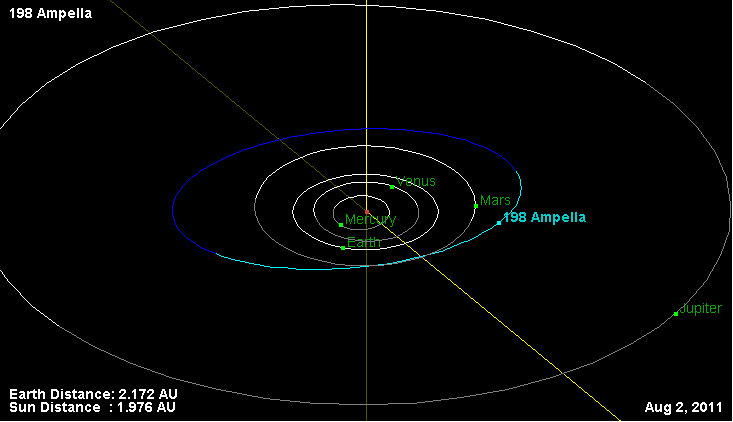
L'orbita di 198 Ampella

198 Ampella è un asteroide della fascia principale del diametro medio di circa 57,16 km. Scoperto da Alphonse Borrelly il 13 giugno del 1879, presenta un'orbita caratterizzata da un semiasse maggiore pari a 2,4586158 UA e da un'eccentricità di 0,2277902, inclinata di 9,31008° rispetto all'eclittica.
Il suo nome probabilmente deriva dal femminile di Ampelo, una figura della mitologia greca.